# Уберабатитан
Уберабатитан (лат. Uberabatitan) — род динозавров-завропод, живших во времена верхнемелой эпохи (71—66 млн лет назад). Его остатки были обнаружены в Бразилии. Длина была 18 метров, высота 6 метров и вес 25 тонн. Уберабатитан был описан Салгадо и Карвальо в 2008 году. Он известен по позвонкам шеи, спины и хвоста, костям таза и костям конечностей. Уберабатитан был большим растительноядным ящером. Типовой вид — Uberabatitan ribeiroi. Наряду с уберабатитаном жили другие динозавры, такие как зауропод баурутитан и теропод абелизавр, а также черепахи, ящерицы, рыбы, земноводные и крокодилы.